# Miguel Busquets
Miguel Busquéts Terrazas (15 d'octubre de 1920 - 24 de desembre de 2002) fou un futbolista xilè.

## Selecció de Xile
Va formar part de l'equip xilè a la Copa del Món de 1950.